# Úrsula Céspedes Orellano
Úrsula Céspedes Orellano (Bayamo, 1832-Lajas, 2 de novembre de 1874), també coneguda pel seu nom de casada Úrsula Céspedes de Escanaverino, va ser una mestra i poetessa cubana, una de les poques dones que va conrear la poesia nativista i criollista, generalment associada a homes.

## Biografia
Va néixer a Bayamo (província de Granma) el 1832. Era filla de Manuel Céspedes Barrero, ramader de professió i força pròsper, i de Bàrbara Orellano. Va aprendre les primeres lletres a la seva localitat natal i el 1858 va obtenir el títol de mestra d'instrucció de primària. El mateix any va fundar, juntament el seu espòs, el poeta Ginés Escanaverino, una escola per a nenes, l'Academia de Santa Úrsula.
Durant la Guerra d'Independència de Cuba va ser perseguida a causa del seu cognom, atès que era parenta del líder independentista de la revolta, Carlos Manuel de Céspedes. Durant aquest període va perdre quatre germans, Manuel, Leonardo i Miguel, i els béns de la seva família van ser destruïts o bé confiscats per part del govern espanyol, arribant a situar els Céspedes en la ruïna total; el seu pare va morir el 1868 visible afectat per la mort dels seus fills i la pèrdua dels seus béns.
Des de la seva joventut va aficionar-se a la poesia, especialment amb l'estímul del seu germà José María, catedràtic de la Universitat de l'Havana. Utilitzant el pseudònim Serrana va publicar les seves primeres obres a El Redactor de Cuba i Semanario Cubano, si bé després col·laboraria amb altres capçaleres emprant el mateix pseudònim o bé La Calandria o Carlos Enrique de Alba. El 1861 va publicar una col·lecció de les seves poesies titulada Ecos de la Selva; l'obra va ser prologada per Carlos Manuel de Céspedes. Cap al final de la seva vida, va escriure un segon poemari, Cantos postreros, que va ser publicat de manera pòstuma el 1875. L'any 1948, Juan J. Remos va publicar una antologia de la seva obra.

## Estil
És considerada una autora romàntica tardana, amb composicions que s'inscriuen en l'anomenada poesia nativista i criollista cubana, un gènere popular i rural, escrit en dècimes, una mètrica utilitzada pràcticament en exclusiva per pagesos, particularment homes, sent Céspedes una de les poques dones cubanes del segle xix que van conrear aquest tipus de poesia. Hom troba propera la seva obra a Luisa Pérez de Zambrana, i complementària a la de Gertrudis Gómez de Avellaneda. Entre les diverses temàtiques que tracta, destaca la que s'ha qualificat de quasi feminista, on presenta un qüestionament del paper de la dona en relació amorosa, la qual habitualment havia d'amar els sentiments i obeir la norma social de no expressar-los, i fa reflexionar sobre la diferència de comportament entre ambdós sexes. Entre les seves obres cal destacar Adelaida Ristori, un text on es barregen vida, teatre, reina i actriu i es construeix una imatge políticament incorrecta i molt humana de la reina Maria Antonieta.

## Obra

### Poemaris
- Ecos de la Selva (1861)
- Cantos postreros (1875)

### Antologies
- Poesías (1948). Edició de Juan J. Remos.